# Beginenhof Diest

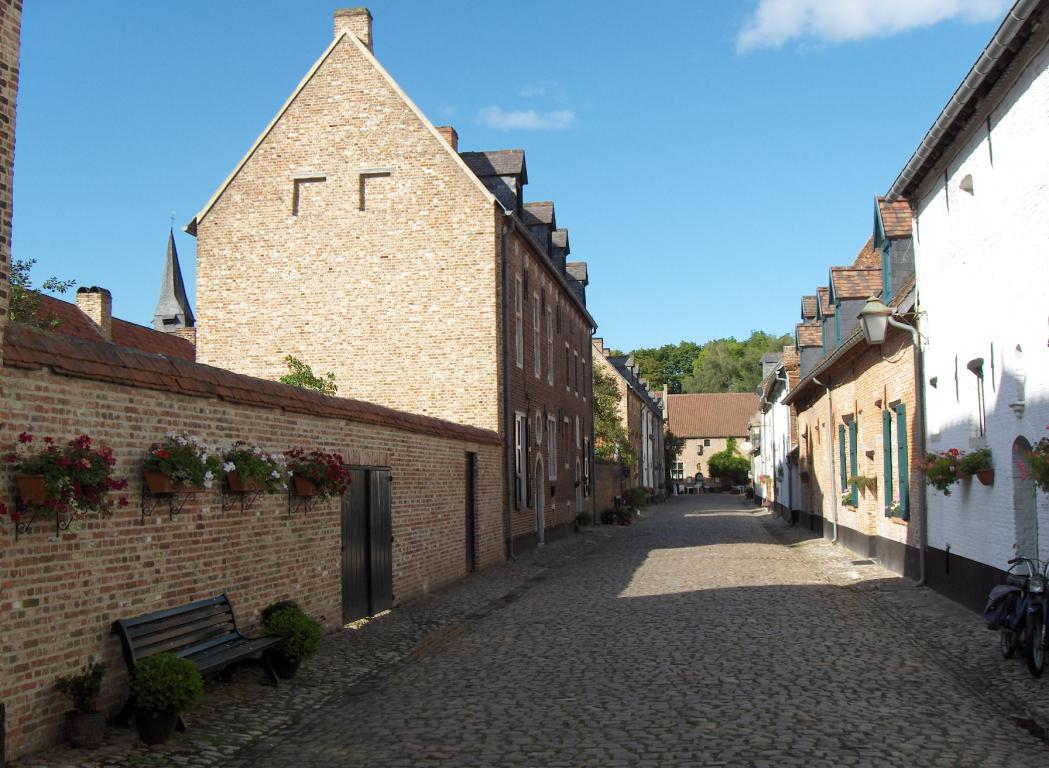
Straße im Beginenhof Diest

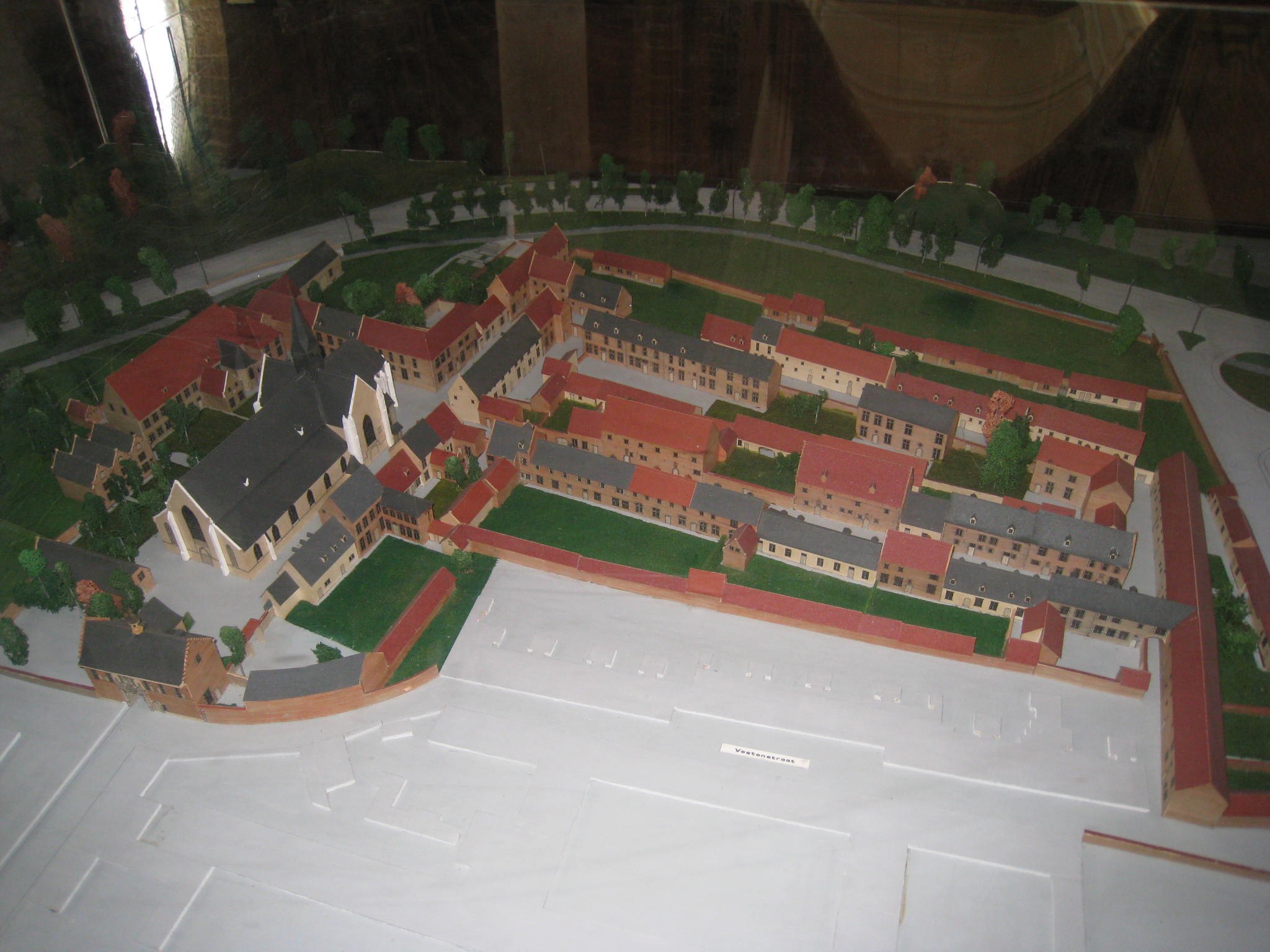
Modell des Diester Beginenhofs

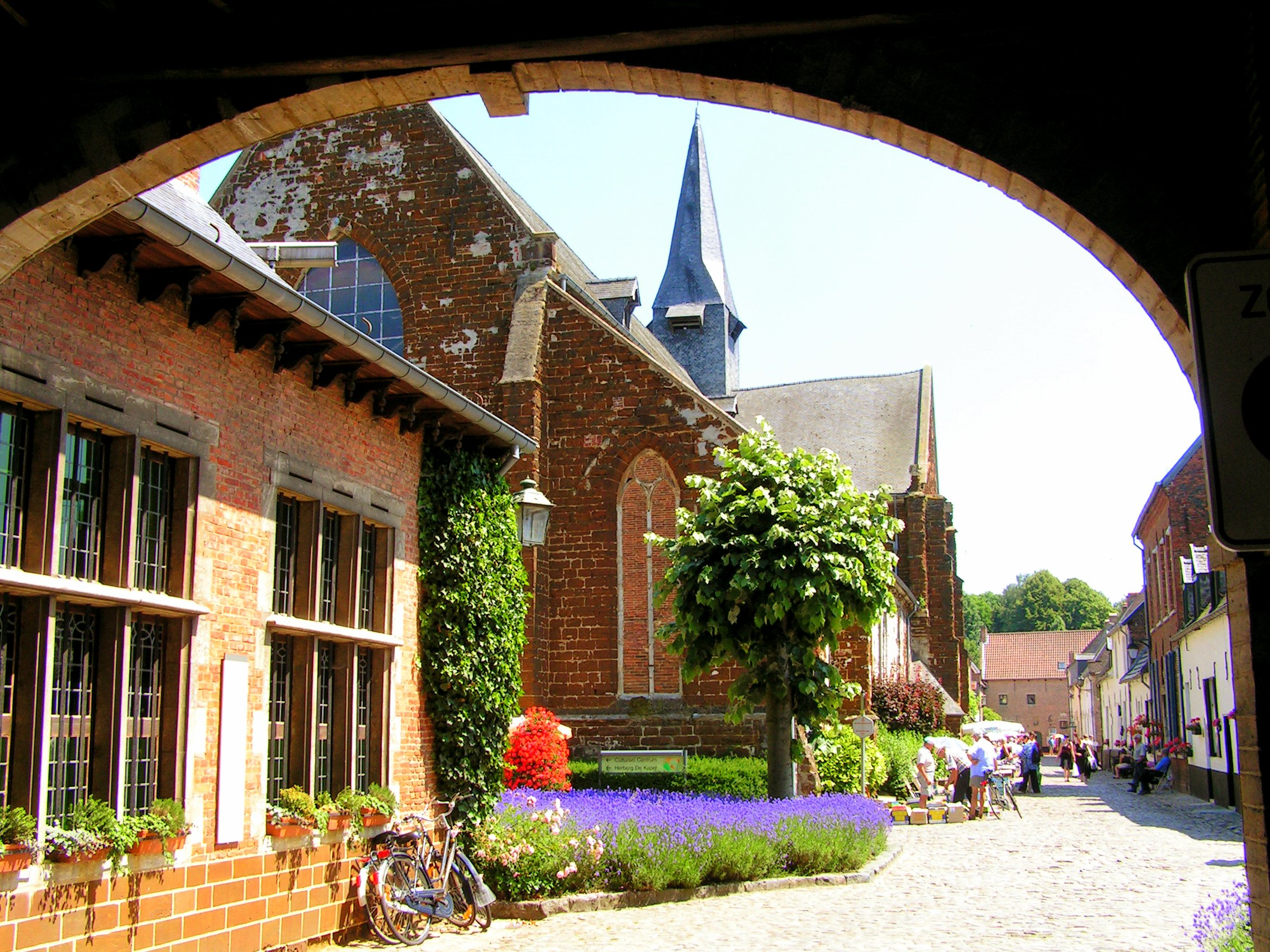
Blick zur Beginenhofkirche

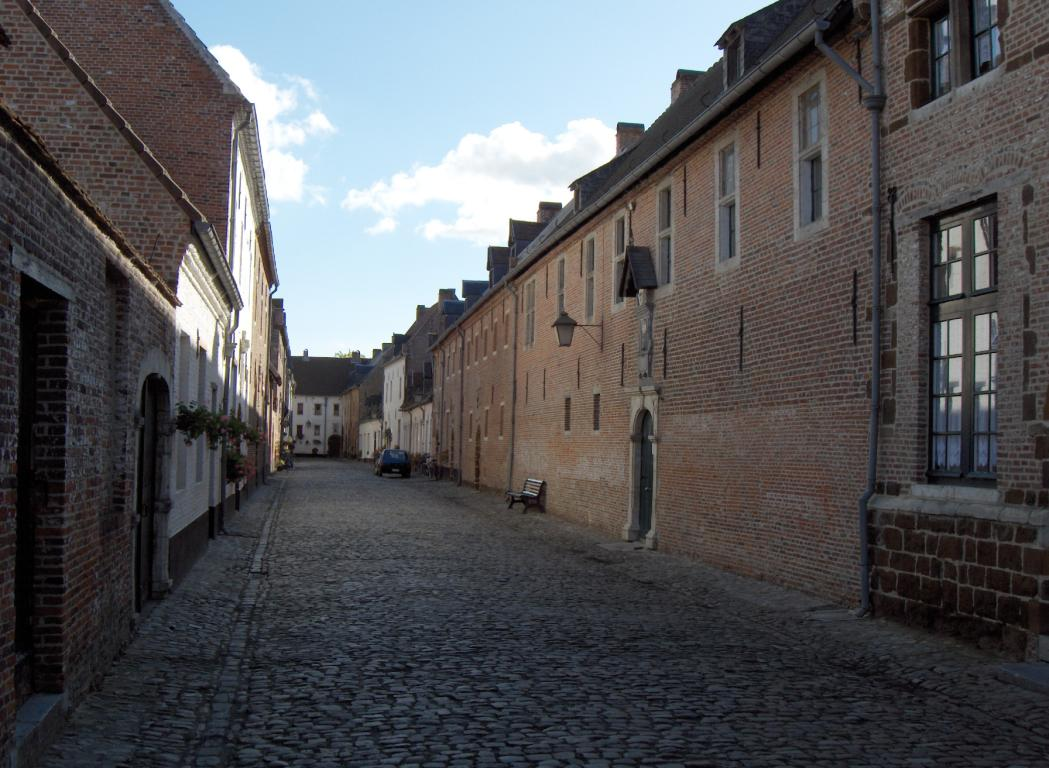
Straße im Beginenhof von Diest

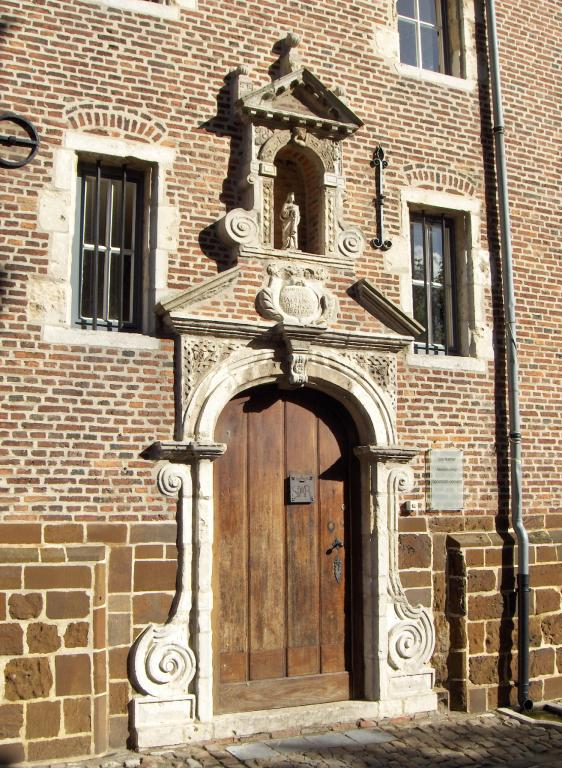
Barocke Tür im Beginenhof von Diest

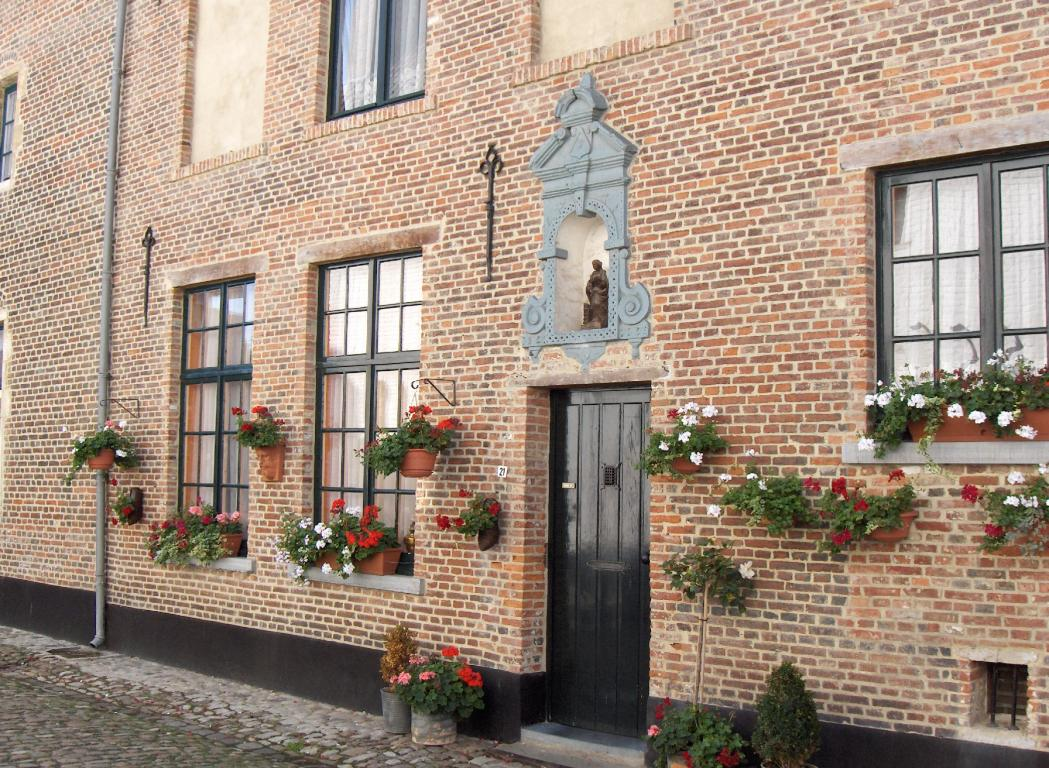
Barocke Tür im Beginenhof von Diest

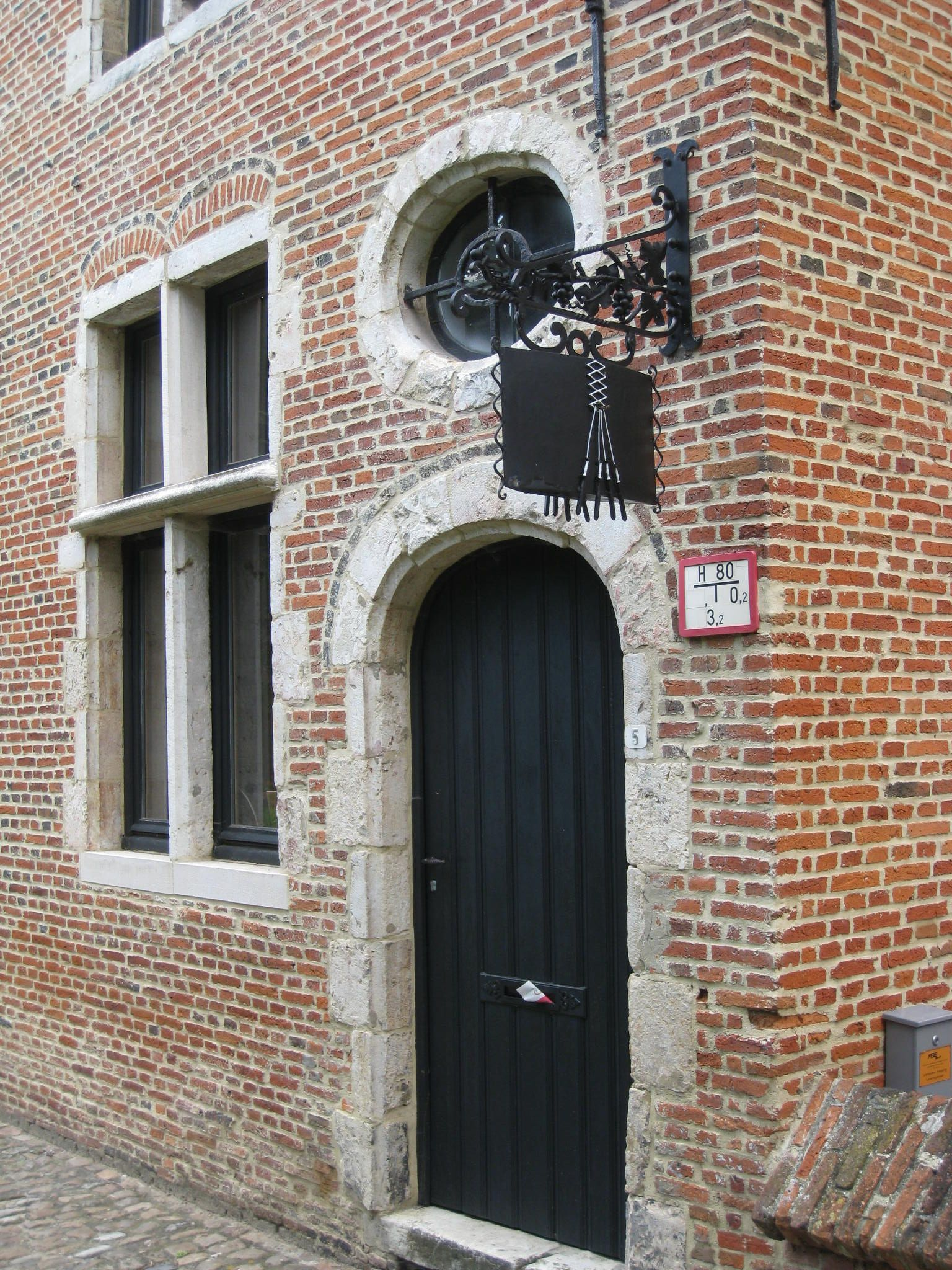
Beginenhof von Diest, Klöppelschule Monica

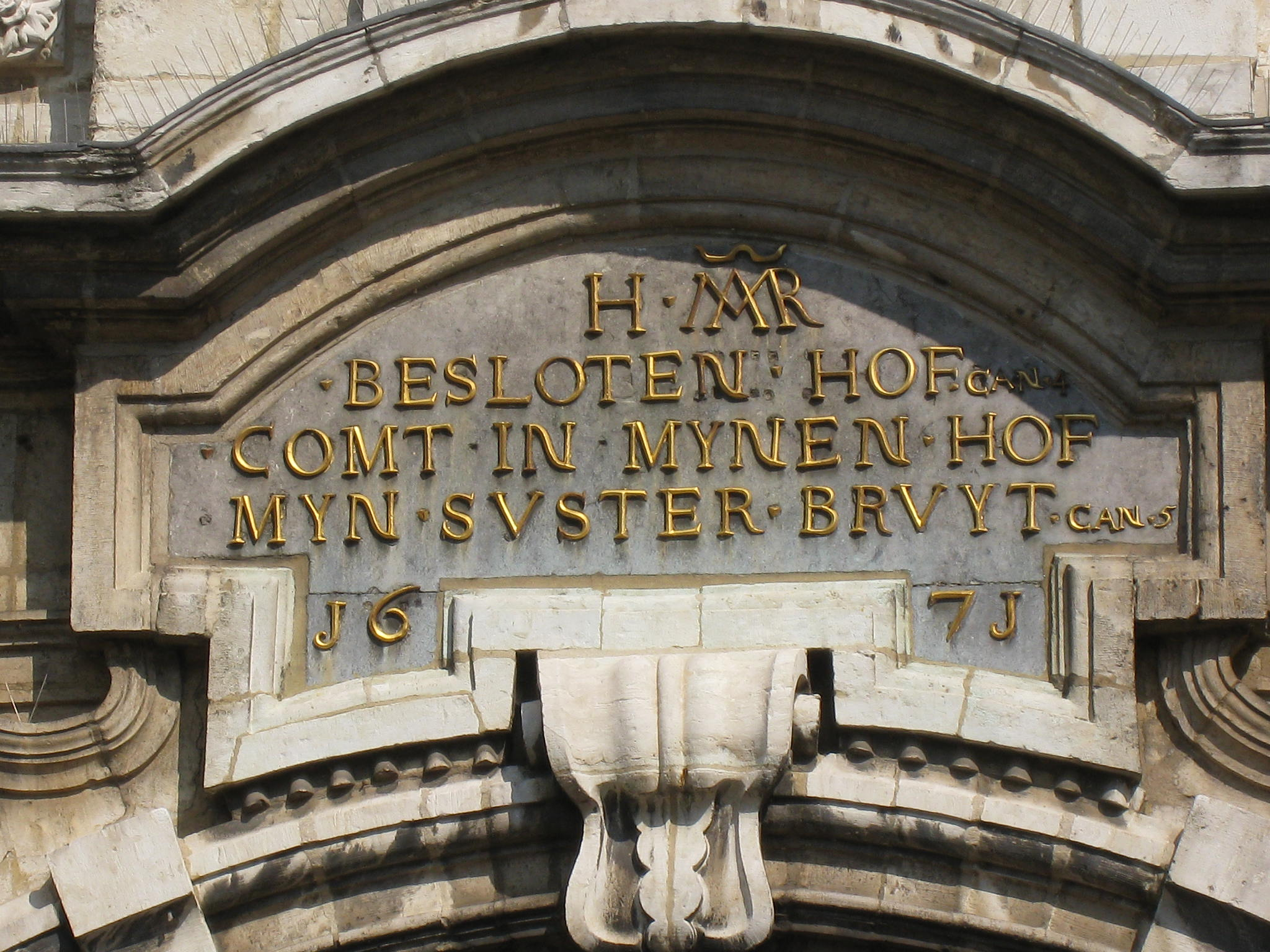
Inschrift über dem Eingangstor

Der Beginenhof von Diest in der belgischen Provinz Flämisch-Brabant (niederländisch Begijnhof Diest) ist ein historisches Viertel, in dem früher die Beginen lebten. Es befindet sich im nordöstlichen Teil der Altstadt von Diest, hinter einem monumentalen Tor am Ende der Begijnenstraat. Dieser Beginenhof wird als Stadttyp betrachtet, was bedeutet, dass die Häuser entlang von Straßen (wie in einer „Mini-Stadt“) und nicht um einen großen zentralen Platz herum angeordnet sind.

## Geschichte
Der Beginenhof Diest wurde 1253 von Arnold IV., dem Herrn von Diest, gegründet.

### Nicolaas van Essche und die radikalen Reformen
Nicolaas van Essche (oder Esschius) (Oisterwijk, 1507 – Diest, 1578) war ab 1538 (mit einer kurzen Unterbrechung in den Jahren 1539–1540) Pfarrer des Beginenhofs. Dieser Priester war von Devotio moderna und Jan van Ruusbroec beeinflusst. Er bemühte sich um eine echte und persönliche Glaubenserfahrung, die jeden Prunk ablehnt. Der Schwerpunkt lag auf Gelassenheit, Hingabe und Gebet sowie auf der Anbetung des Heiligen Geistes.
Als er sein Amt antrat, wurde der Alltag im Beginenhof von weltlichen Dingen beherrscht. Die Beginen trieben regen Handel, hatten viele Kontakte zu Außenstehenden und waren oft nicht am Hof anwesend. Pfarrer Van Essche entwarf neue Statuten und führte weitreichende Reformen ein. Damit wandte er sich gegen lockere Sitten, Aberglauben und abnehmende Frömmigkeit. Die Reformen umfassten diese Maßnahmen:
- Das Gewand der Beginen wurde schwarz statt grau gewählt, als Ausdruck von Reue und Umkehr.
- Die Kontakte zwischen Beginen und Stadtbewohnern wurden so weit wie möglich eingeschränkt. Eine Straße durch den Beginenhof, die zum Demer und zu den Festungen führte, konnte geschlossen werden (im Gegenzug trat der Pfarrer ein Stück Land des Beginenhofs an die Stadt ab, um eine neue Straße um den Beginenhof herum anzulegen).
- Die kommerziellen Aktivitäten mussten eingeschränkt werden.

Sowohl die Beginen als auch die Nachbarn fühlten sich durch diese Maßnahmen bedrängt und wandten sich an die Schöffenbank. Aufgrund der Art der gegen den Priester erhobenen Anschuldigungen schaltete sich auch die Inquisition ein. Im Jahr 1548 wurde der Priester jedoch von allen Anschuldigungen freigesprochen.
Esschius ermutigte die Beginen, in ein Kloster einzutreten, etwa um Kleriker zu werden. Auf seine Anregung hin traten 1553 fünfzehn Beginen in den Orden der Grauen Schwestern ein, was den Beginn der Wiederbelebung dieses Klosters markierte. Zuvor hatte Esschius bereits 1539 in seiner Heimatstadt Oisterwijk das Maagdenhuis gegründet, eine Gemeinschaft für Frauen im Geiste der Devotio moderna. Diese Gemeinde zog später (1652) nach Duffel um.
Im Jahr 1569 gründete Esschius das Personalkolleg für Priesteramtskandidaten. Zuvor hatte er bereits Priester ausgebildet. Einige seiner Schüler wurden später selbst Beginenpriester, wie Lumnius in Antwerpen und Swinnen im Großen Beginenhof von Leuven. Esschius bildete nicht nur Priester aus, sondern verbreitete seine Ideen auch durch zahlreiche Veröffentlichungen. Die Verbreitung seiner Ideen wurde weiter beschleunigt, als Erzbischof Johannes Hauchinus (1583–1589) Teile davon in seine einheitlichen Statuten für Beginenhöfe in seiner Erzdiözese übernahm.
Während die Beginenhöfe früher unabhängig voneinander ihre eigenen Regeln aufstellten, wurden sie Ende des 16. Jahrhunderts vereinheitlicht. Gleichzeitig erhielten die Beginenhöfe einen stärker klösterlichen Charakter. Dies bedeutete (neben der bereits erwähnten Verflechtung der Kontakte mit der Außenwelt), dass die Rolle und der Einfluss des Vikars in allen Beginenhöfen zunahmen, und zwar nicht nur in geistlichen, sondern auch in alltäglichen materiellen Angelegenheiten. Im Geiste der Gegenreformation bildete dies eine solide Grundlage für das spektakuläre Wachstum der Beginenhöfe im 17. Jahrhundert. Die verbliebenen Beginenhöfe, deren Häuser (und manchmal auch Kirchen) größtenteils aus dieser Zeit stammen, zeugen von diesem Wachstum. Andererseits bedeuteten die Reformen des Esschius auch ein gewisses Ende des eigenwilligen, unabhängigen Charakters des Beginenhofs. Dennoch gibt es nach wie vor große Unterschiede zu wirklichen Klostermitgliedern. So blieben die Beginen Eigentümer ihres Besitzes und mussten grundsätzlich für ihr eigenes Einkommen sorgen.
Die Reformen von Pater Esschius setzten den Missbräuchen ein Ende und brachten Einfachheit, Nüchternheit und Frömmigkeit zurück, und das Ordensleben wurde intensiver. Bei der Umgestaltung des gesamten Geländes wurde der private Charakter stärker betont.

### Nach dem 17. Jahrhundert
Im 17. Jahrhundert erlebte der Beginenhof von Diest ein schnelles Wachstum. Um 1675 lag die Zahl der Beginen bei etwa vierhundert. Später ließ seine Popularität etwas nach. Auf dem Höhepunkt seiner Berühmtheit beherbergte der Komplex fünf Konvente: der Heilig-Geist-Konvent (sieben Beginen), der Kalvarienberg-Konvent (sieben Beginen), der Engel-Konvent (neun Beginen), der Apostel-Konvent (zwölf Beginen), der Noviziat-Konvent und etwa achtzig Häuser.
Während der Französischen Revolution wurde das religiöse Leben durch den Staat eingeschränkt, was zu einem Rückgang der Beginen führte. Der gesamte Komplex ging in die Hände der Commission des Hospices Civils, des späteren Wohlfahrtsverbands OCMW, über.
Nach der Französischen Revolution und dem Konkordat zwischen dem Papst und Napoleon gewann der Beginenhof starke Unterstützung für den Stéphanieismus, eine katholische Bewegung, die das Konkordat zwischen dem Papst und dem Kaiser ablehnte und zur Kirche vor der Französischen Revolution zurückkehren wollte. Diese Bewegung wurde sowohl von der Kirche als auch vom Staat abgelehnt und verursachte ernsthafte Probleme für den Beginenhof. Im Jahr 1813 wurden die Beginen sogar aus ihrem Beginenhof vertrieben. Nach dem Fall Napoleons konnten sie zurückkehren, aber der Beginenhof von Diest ging im 19. Jahrhundert relativ schnell zurück.

### 20. Jahrhundert
Noch vor dem Zweiten Weltkrieg lebten die Beginen nicht mehr dort und der gesamte Komplex wurde einer anderen Nutzung zugeführt. Der Beginenhof ist in seiner ursprünglichen Form hervorragend erhalten und die Restaurierung ist in vollem Gange. Im Jahr 1998 wurde er als Weltkulturerbe anerkannt. In der Zwischenzeit wurde die bestehende Krankenstation in ein Kulturzentrum mit Tagungs- und Ausstellungsräumen umgewandelt. Außerdem finden dort regelmäßig Ausstellungen von lokalen Künstlern statt. Der Konvent des Heiligen Geistes wurde in eine Gaststätte umgewandelt. Eines der Armenhäuser beherbergt die Klöppelschule Monica. Der Engelskonvent wurde in ein Museum umgewandelt und vermittelt den Eindruck eines Beginenhauses aus vergangenen Zeiten. Die anderen Häuser werden von Senioren bewohnt. Das Torhaus beherbergt eine Kunstgalerie namens Esschius, benannt nach dem Reformator.

## Architektur

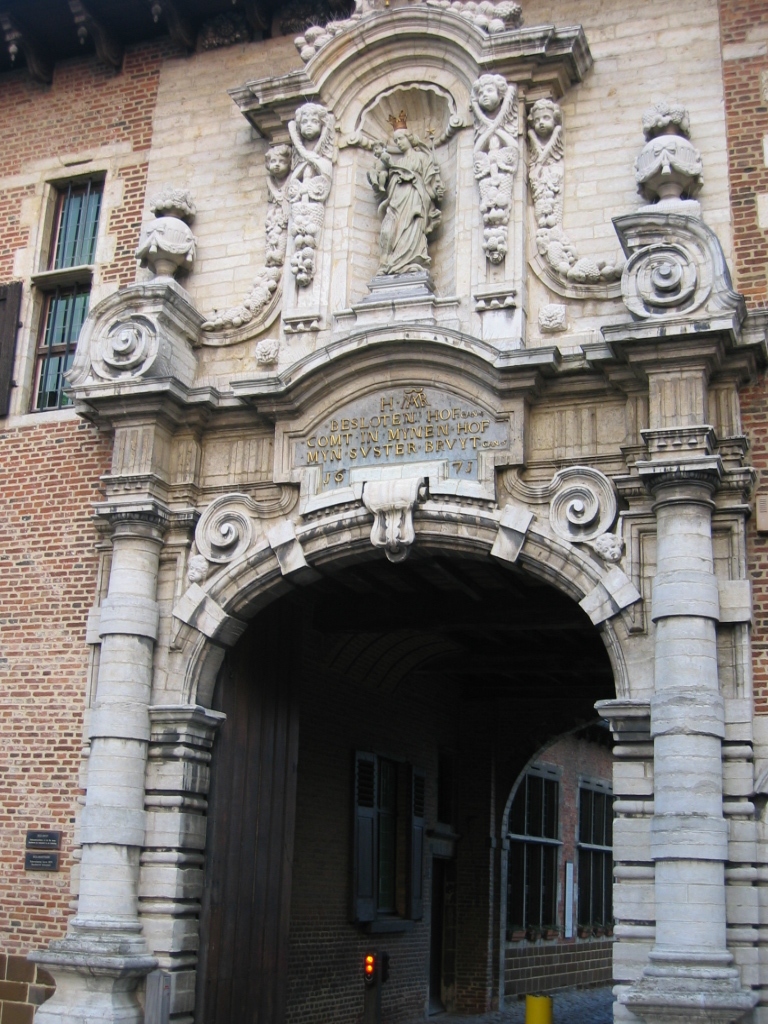
Das Eingangstor des Beginenhofs von Diest, 1671

Im Jahr 1540 ließ Pfarrer Nicolaas van Essche die bestehenden Häuser abreißen und das gesamte Gebiet nach einem geradlinigen Schema mit der Kirche, dem Platz und der Krankenstation in der Mitte neu gestalten. Die Häuser des Beginenhofs wurden im Stil von Ziegeln und Sandstein unter Verwendung des lokal verfügbaren Eisensteins wieder aufgebaut. Der Beginenhof ist durch zwei Barocktore vom Rest der Stadt getrennt. Im Zentrum des Ganzen steht eine einfache gotische Kirche, die Beginenhofkirche Diest. Sie ist von etwa hundert Häusern (meist aus der zweiten Hälfte des 17. Jahrhunderts) umgeben, die sich über fünf Straßen erstrecken. Im Vergleich zu anderen Straßenbettlerdörfern (oder „Ministadt“-Bettlerdörfern) sind die Straßen gerade und breit. Die zahlreichen barocken Türrahmen und Nischen sind typisch für den Beginenhof Diest. Die Türen der einzelnen Häuser spiegeln gewissermaßen das große, imposante Haupttor wider.
Das 1671 im barocken Stil der Rubenszeit errichtete Torhaus ist mit zwei Säulenringen verziert. Oben in der Nische steht eine Statue der Jungfrau Maria, umgeben von Blumengirlanden, Girlanden und Engelsköpfen. Mit einer Formulierung aus dem alttestamentlichen Hohenlied (Hld 4,12–13 ): „Comt in mynen Hof, Myn suster Bruyt“, direkt über dem imposanten Bogen angebracht, wird der Besucher eingeladen, den Geheimen Hof zu betreten. In diesem Lied singt Salomon von der Braut als einem geschlossenen Garten (Hortus conclusus). Die Beginen, die sich als Braut Christi verstehen, finden hierin die passende Metapher für ihr geistliches Leben, das sie ebenfalls in einem geschlossenen Garten führen. Die Höfe sind die konkrete Darstellung des verborgenen Paradiesgartens, in dem sie geistig mit Gott in Kontakt stehen. An der Innenseite des Torhauses befindet sich in einer Nische eine Statue der Heiligen Katharina von Alexandria, der Schutzpatronin des Beginenhofs. Das Ganze strahlt den Triumph, die Großzügigkeit und den Überschwang der siegreichen Kirche aus. In der Beginenhofkirche befindet sich ein Gemälde Die vier Evangelisten von Theodoor van Loon.